# لارس-اریک لونداال
لارس-اریک لونداال (انگلیسی: Lars-Eric Lundvall; ۳ آوریل ۱۹۳۴ – ۸ آوریل ۲۰۲۰) بازیکن هاکی روی یخ اهل سوئد بود.